# Gerres equulus
Gerres equulus är en fiskart som beskrevs av Temminck och Schlegel, 1844. Gerres equulus ingår i släktet Gerres och familjen Gerreidae. Inga underarter finns listade i Catalogue of Life.